# Vol Aeroméxico 110
Le 8 novembre 1981, un Douglas DC-9 effectuant le vol Aeroméxico 110, un vol intérieur régulier entre Acapulco et Guadalajara, au Mexique, s'écrase contre une montagne près de Zihuatanejo, dans l'État du Guerrero, alors qu'il entamait une descente d'urgence à la suite d'un problème de pressurisation de la cabine, ne laissant aucun survivant parmi les 18 personnes à bord de l'avion.

## Avion
L'appareil impliqué est un Douglas DC-9-32, immatriculé XA-DEO. Il a été livré à Aeroméxico en 1974 et a été nommé Tijuana. Il est propulsé par deux turboréacteurs de type Pratt & Whitney JT8D-17. 

## Accident
Environ 35 minutes après le décollage de l'aéroport international général Juan N. Álvarez, à Acapulco, et après avoir atteint son altitude de croisière de 31 000 pieds (9 400 mètres), le commandant de bord a signalé au contrôle aérien que la cabine de l'avion s'était dépressurisée et a demandé à retourner à Acapulco pour un atterrissage d'urgence. 
L'avion a entamé une descente d'urgence mais, à environ 6 000 pieds (1 800 mètres), il s'est écrasé sur le flanc d'une montagne, dans la chaine de la Sierra de Guerrero, située à 65 kilomètres à l'est de Zihuatanejo, tuant sur le coup les douze passagers et six membres d'équipage à bord.

## Enquête
Bien que la cause exacte de la dépressurisation de la cabine n'a jamais pu être déterminée avec certitude, l'enquête à révélé que l'équipage n'a pas suivi les procédures requise en cas d'urgence, ce qui a conduit à la collision avec le relief.